# Apátkolos
Apátkolos (1899-ig Kolos-Hradistye, szlovákul Klížské Hradište) Nagykolos településrésze Szlovákiában, a Trencséni kerület Simonyi járásában.

## Fekvése
Simonytól 14 km-re délre fekszik, Nagykoloshoz tartozik.

## Története
A település a 11. században egy korábbi szláv erődített településből fejlődött ki. Nevét a templomosok Szent László-kori kolostoráról kapta, melynek romjai még láthatók. Első írásos említése 1293-ból származik "Haradische" néven. A nagykolosi uradalom része volt. 1553-ban 5 és fél porta után adózott. 1775-ben 384 lakosa volt. 1828-ban 56 házában 388 lakos élt. Lakói földművelésből, szőlőtermesztésből, bognármesterségből éltek. 1850 után morva telepesek érkeztek a községbe.
Vályi András szerint "KOLOS. Kics, Klicze. Tót falu Nyitra Várm. földes Ura a’ Religyiói Kintstár, az előtt a’ Pozsonyi Szent Klára Szerzetebéli Apátzáknak birtokok vala, lakosai katolikusok, fekszik Zsámbokréthez másfél mértföldnyire, az előtt Apáturasága is vólt. Határja közép termékenységű, fája van, fa szerszámokat is készítenek lakosai, makkja is terem, réttyei jók, legelője elég, piatzozása Nagy Tapolcsánon, Báton, és Oszlánon."
Fényes Elek szerint "Hradistye (Kolos), tót falu, Nyitra vmegyében, Kolosfaluval összeolvadva: 336 kath. lak. F. u. a religyiói kincstár. Ut. p. Nyitra."
A trianoni békeszerződésig Nyitra vármegye Nyitrazsámbokréti járásához tartozott. Lakói főként mezőgazdaságból éltek. A szlovák nemzeti felkelés idején partizáncsoport tevékenykedett itt.

## Népessége
1910-ben 515, túlnyomórészt szlovák anyanyelvű lakosa volt.

## Nevezetességei
- A temetőben álló templom 12. századi, eredetileg román stílusú, 1936-ban megújították és tornyot építettek hozzá.
- Római katolikus temploma 1801 és 1803 között épült klasszicista stílusban, a korábbi templom helyén.